# Tschiervagletscher
Der Tschiervagletscher (rätoromanisch im Idiom Puter Vadret da Tschiervaⓘ, deutsch wörtlich Hirschkuhgletscher) ist ein Talgletscher in der Berninagruppe im Kanton Graubünden. Im Jahr 2013 betrug die Länge etwa vier Kilometer, für die Fläche wurde 2015 ein Wert von 5,63 km² ermittelt.

## Lage und Umgebung

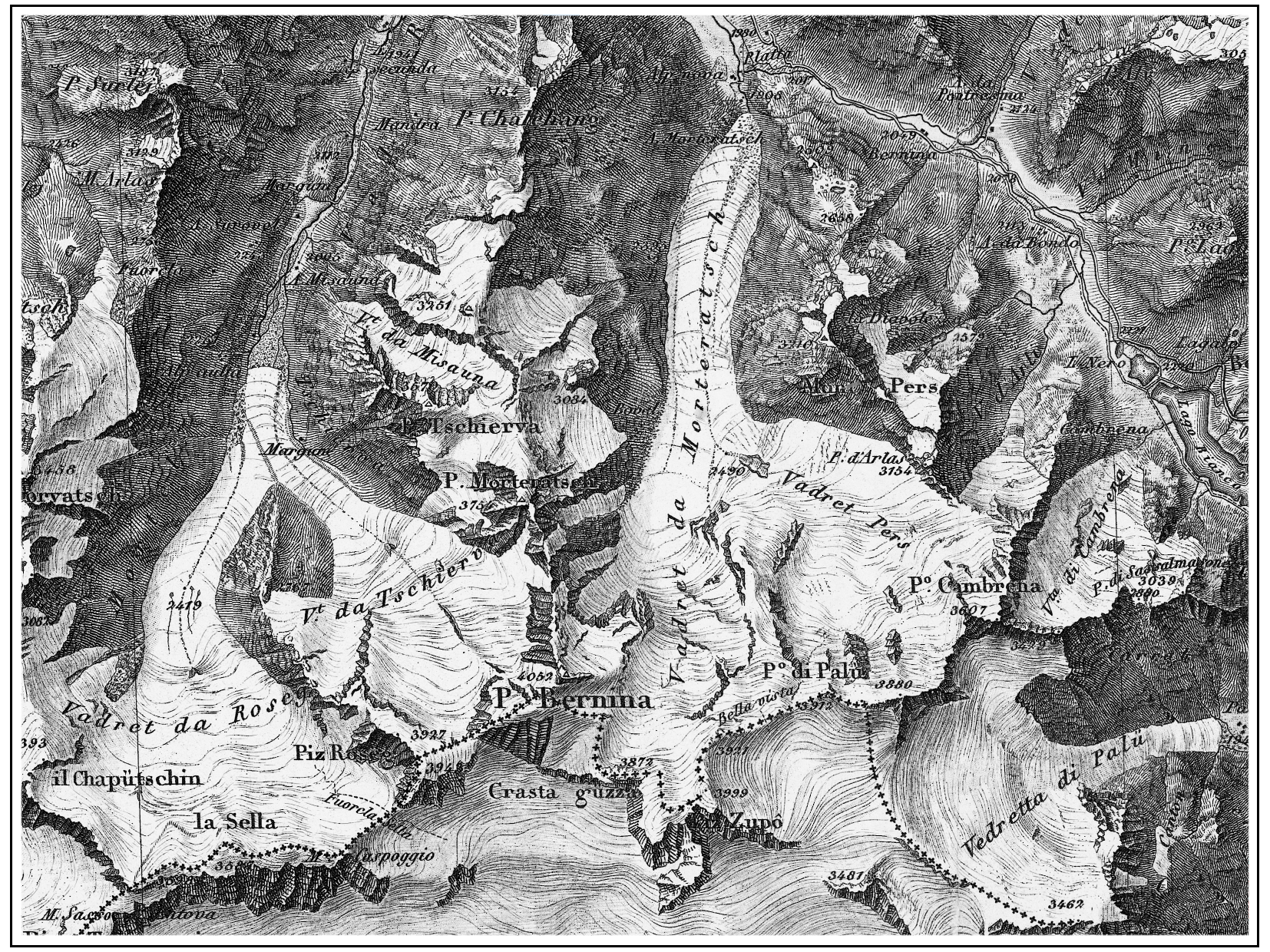
Gletscher der Berninagruppe auf der Dufourkarte von 1866: Roseg-, Tschierva-, Morteratsch-, Pers-, Cambrena- und Palügletscher
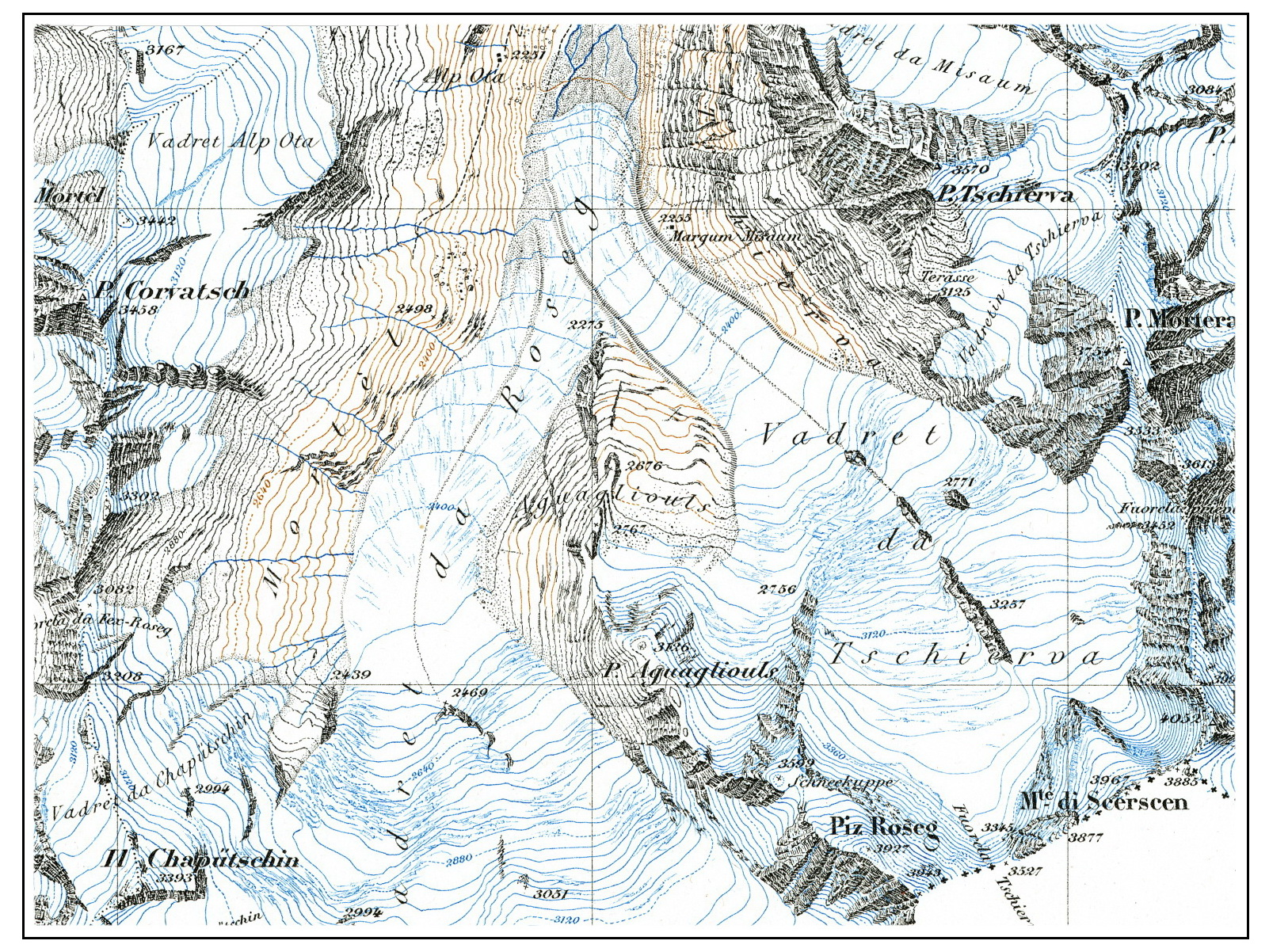
Roseg- und Tschiervagletscher im Topographischen Atlas der Schweiz, 1877

Der Tschiervagletscher ist im oberen Bereich durch die Felskante von Piz Scerscen (3971 m ü. M.) und Piz Umur zweigeteilt. Der östliche Teil hat seinen Ursprung an der steilen Westflanke des Piz Bernina, während der Westteil seinen Ausgangspunkt im tiefen Kar zwischen Piz Roseg und Piz Scerscen auf rund 3300 m nimmt. Der Gletscher fliesst nach Nordwesten entlang der Südwestflanke des Piz Morteratsch in das Val Roseg. Im Jahr 2005 endete die Gletscherzunge auf einer Höhe von 2340 m ü. M. Das an dieser Stelle austretende Schmelzwasser fliesst über den Rosegbach (Ova da Roseg) und die Flaz zum Inn.
Oberhalb der nordöstlichen Seitenmoräne des Gletschers befindet sich die Tschiervahütte (Chamanna da Tschierva) des Schweizer Alpen-Clubs auf einer Höhe von 2583 m ü. M.

## Entwicklung
Während der Kleinen Eiszeit erreichte das Wachstum des Tschiervagletschers ca. 1860 seinen modernen Höchststand, und noch bis 1944 vereinigte sich der Tschiervagletscher im Val Roseg mit dem Roseggletscher. Als sich dieser zurückzog, bildete sich zwischen seiner Zunge und der linken Seitenmoräne des Tschiervagletschers ein See, der Lej da Vadret.
Im August 1954 stieg der Wasserspiegel des Sees aufgrund von Schneeschmelze und starker Regenfälle rasch um 85 Zentimeter an. Am Seeauslauf kam es daraufhin zu starker Erosion, und die zusätzlichen Wassermassen flossen rasch ab, bis sich der Wasserspiegel wieder etwa auf das ursprüngliche Niveau gesenkt hatte. Die grossen Hochwasserschäden im Oberengadin während des Sommers 1954 sind zum Teil dadurch verursacht worden.
| Jahr         | 1850 | 1973 | 1999/2000 | 2013        |
| Fläche (km²) | 7,6  | 6,2  | 6,5       | 5,63 (2015) |
| Länge (km)   | 5,8  | 4,8  | 4,6       | 4           |

## Bildergalerie

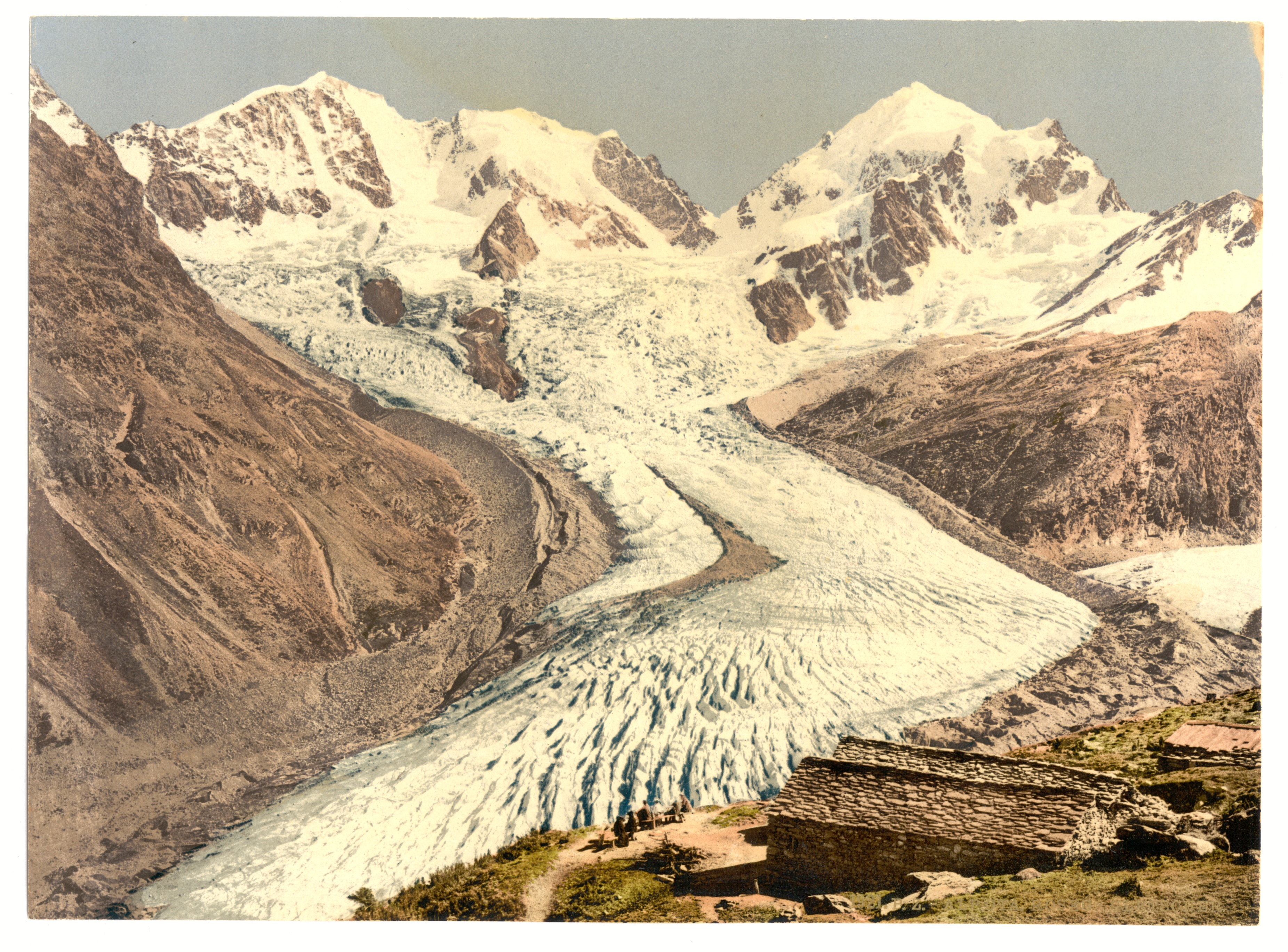
Der Tschiervagletscher um 1890 auf einer Photochrom-Postkarte; rechts hinter der Seitenmoräne der Roseggletscher
Gleiche Ansicht 1922 (handkolorierte Schwarzweissaufnahme). Historisches Bild von Leo Wehrli (1922)